# Imbert-Fedorov-Effekt
Der Imbert-Fedorov-Effekt (benannt nach Fedor Ivanovič Fedorov und Christian Imbert) ist ein optisches Phänomen, das bei der Totalreflexion von zirkular oder elliptisch polarisiertem Licht auftritt: Der reflektierte Strahl erfährt eine kleine Verschiebung senkrecht zur Einfallsebene. Der Effekt tritt zusammen mit einer Verschiebung längs der Einfallsebene auf, dem Goos-Hänchen-Effekt, der auch bei linear polarisiertem Licht zu beobachten ist.

## Beschreibung
Betrachtet man den Fall eines seitlich begrenzten Strahl, der an der Grenzfläche von zwei verschiedenen Medien totalreflektiert wird, so fällt auf, dass die Totalreflexion von zwei getrennten Verschiebungen in Längs- und Querrichtung zur Einfallsebene begleitet wird.
Die Existenz einer Längsverschiebung war bereits von Isaac Newton vorausgesagt und in den 1940er Jahren durch Fritz Goos und Hilda Hänchen experimentell untersucht, diese Längsverschiebung wird als Goos-Hänchen-Effekt bezeichnet.
Im Jahr 1955 schrieb F. I. Fedorov, dass eine Querverschiebung eines total reflektierten Strahls ebenfalls auftreten sollte. Diese seitliche Verschiebung wurde 1972 durch C. Imbert unter Zuhilfenahme des Energieflussarguments berechnet und später experimentell nachgewiesen.